# Maria Rita Serrano
Maria Rita Serrano (Santo André, 23 de junho de 1968) é uma administradora e sindicalista brasileira. Funcionária da Caixa Econômica Federal desde 1989, foi presidente do banco entre 9 de janeiro e 25 de outubro de 2023, durante o governo do presidente Luiz Inácio Lula da Silva, sendo a quarta mulher a comandar a instituição.
Foi também presidente do sindicato dos Bancários do ABC Paulista por dois mandatos de 2006 a 2012, tendo tido sua indicação defendida pelo sindicato da categoria, já que era até então a representante dos empregados no conselho de administração do banco. Foi eleita como conselheira em 2017 após o fim de seu mandato de suplente iniciado em 2013, quando se deu a primeira eleição para tal função no banco.
É mestre em Administração pela Universidade Municipal de São Caetano do Sul (USCS) e graduada em Estudos Sociais pelo Centro Universitário de Santo André e em História pela Universidade do Grande ABC (UNIABC). 
Publicou os livros "Caixa, Banco dos Brasileiros" e "Rompendo Barreiras".